# Экологическая партия Узбекистана

Логотип партии с момента основания по август 2021 года

Экологическая партия Узбекистана — политическая партия в Узбекистане.
20 декабря 2022 года Абдушукур Худойкулович Хамзаев был избран главой партии, сменив при этом предыдущего лидера Абламурадова Нарзуллу.

## Результаты на выборах
В избирательных кампаниях 2009 и 2014 годов Экологическое движение Узбекистана в соответствии с квотой получало 15 мандатов в Законодательной палате Олий Мажлиса (Парламенте) Республики Узбекистан.
В декабре 2019 года Экологическая партия Узбекистана наряду с другими политическими партиями на равных принимало участие в избирательной кампании по выборам депутатов в центральные и местные представительные органы государственной власти. По итогам выборов партия получила 15 (10 %) депутатских мест в Законодательной палате Олий Мажлиса Республики Узбекистан, 10 (15 %) депутатских мест в Жокаргы Кенесе (Парламенте) Республики Каракалпакстан, 74 депутатских места в областных кенгашах (советах) и 525 депутатских мест в районных (городских) кенгашах народных депутатов.
На президентских выборах 24 октября 2021 года Нарзулла Абламурадов получил 4,1 %.

## Подробно История Экологической партии Узбекистана
14 ноября 2018 года на собрании инициаторов создания экологической партии в Узбекистане был создан Оргкомитет. Разработана «Дорожная карта» мероприятий по созданию экопартии. Решено сохранить и передать новой политической силе опыт действовавшего с 2008 года Экологического движения Узбекистана в вопросах совершенствования законодательства, международного сотрудничества, общественного экологического контроля и практики решения экологических проблем.
С 1 по 17 декабря 2018 года в Республике Каракалпакстан, областях и г. Ташкенте проведены конференции по выборам делегатов на учредительный съезд экологической партии Узбекистана.
8 января 2019 года в г. Ташкенте проведен Учредительный съезд Экологической партии Узбекистана, утверждены Программа, Устав и символика партии, избраны ее руководящие органы.
22 января 2019 года Экологическая партия Узбекистана была зарегистрирована в Министерстве юстиции Узбекистана.
27 февраля - 4 марта проведены конференции по учреждению территориальных партийных организаций Экологической партии Узбекистана в Республики Каракалпакстан, областях и в городе Ташкенте. В мае-июле на районных и городских конференциях созданы районные и городские партийные организации Экологической партии Узбекистана.
По состоянию на 1 августа 2019 года в составе партии 14 территориальных и около 200 районных и городских партийных организаций. Во многих махаллях, на предприятиях, в учреждениях и организациях действуют первичные партийные организации.

## Основные цели и задачи партии
Цель: Достичь устойчивого развития и экологической безопасности нашей страны, создать комфортную среду обитания для нынешнего и будущих поколений, обеспечить реализацию государственной политики, направленной на сохранение природных ресурсов, защиту окружающей среды и окружающей среды. Сохранение природных ресурсов являются обязанностью государства, общества и долг каждого гражданина страны способствовать ее достижению.
Обязанности: разработка и продвижение программ и стратегий действий, направленных на улучшение состояния окружающей среды в стране, рациональное использование природных ресурсов и комплексное решение экологических проблем;
- совершенствование законодательства в области охраны окружающей среды, здоровья населения и природопользования;
- Присоединение к международным конвенциям, соглашениям и соглашениям в области экологии с учетом национальных интересов Узбекистана;
- продвижение политических инициатив через фракцию партии в Законодательной палате Олий Мажлиса Республики Узбекистан, партийные группы и депутатов в Джокоргинском Совете Республики Каракалпакстан и представительные органы местной государственной власти;
- мобилизация всех сил общества в реализации экологической политики страны;
- повысить ответственность государственных органов, бизнеса и общественных структур в обеспечении реализации законодательства в области экологии и здравоохранения;
- инновационные идеи и технологии, направленные на ликвидацию последствий Аральской трагедии, улучшение социально-экономической и экологической ситуации в районе Аральского залива, улучшение состояния окружающей среды на других экологически неблагоприятных территориях и защиту здоровья населения, решение экологических проблем, программы и поддержка проектов;
- активизация процессов внедрения альтернативных источников энергии, экологически чистых, нулевых (малоэмиссионных) технологий и инновационных решений;
- остановить процессы нехватки и загрязнения водных ресурсов, опустынивания, деградации земель, загрязнения воздуха, сокращения биологического разнообразия, а также принять меры по адаптации к изменению климата;
- учет интересов страны, повышение потребности населения в чистой питьевой воде, особенно в сельской местности, для рационального использования водных ресурсов трансграничных водотоков, модернизации существующих объектов водоснабжения и канализации;
- реализация комплексных мероприятий по развитию водопроводных сетей и систем канализации;
- совершенствование системы непрерывного экологического образования и обучения, повышение уровня экологической культуры населения, формирования у них навыков здорового образа жизни;
- повысить уровень информированности населения о приоритетах государственной экологической политики, целях и задачах Партии, существующих экологических проблемах и способах их решения;
- поддерживать реализацию государственной политики в отношении молодежи и воспитывать молодежь в духе заботы о природе и ее ресурсах;
- с государственными органами, предприятиями и учреждениями, политическими партиями, общественными организациями, средствами массовой информации, органами самоуправления граждан и другими институтами гражданского общества при реализации практических мер по охране окружающей среды и здоровья населения, рациональному использованию природных ресурсов. развитие ресурсов сотрудничества;
- привлечение иностранных и международных партнеров к решению вопросов в области экологии и здравоохранения, развитию международного сотрудничества и т.д..

## Основная идея партии
Обеспечение реализации государственной политики, направленной на достижение экологически устойчивого развития страны, экологической безопасности, создание комфортной среды обитания для нынешнего и будущих поколений, сохранение природных ресурсов. Основная идея партии – помочь одному гражданину достичь своего миссия.

## Высший руководящий орган
Высшим руководящим органом партии является Партийный форум. Он созывается не реже одного раза в пять лет. Внеочередной форум созывается решением Центрального Совета по предложению Исполкома Центрального Совета партии, Центральной контрольно-ревизионной комиссии партии или по требованию нескольких организаций партии, объединяющих не менее одной трети общее число членов партии. Делегаты форума избираются на конференциях региональных организаций партии.

## Центральный совет
В период между форумами центральным руководящим органом партии является Центральный совет партии. Он представляет интересы партии и действует от ее имени. Он реализует такие вопросы, как реализация Программы партии, решений форумов и пленумов Центрального совета партии. Члены Центрального совета партии избираются на Форуме сроком на пять лет из числа представителей региональных партийных организаций. Число членов Центрального совета партии определяется Форумом. Пленум Центрального Совета Партии является основной формой деятельности Центрального Совета Партии, созывается не реже одного раза в год и считается авторитетным, если в нем участвует более половины общего числа членов. Внеочередной Пленум может быть созван по инициативе одной трети членов Центрального Совета партии.

## Исполнительный комитет Центрального совета
В период между Пленумами Центрального Совета Партии Исполнительный Комитет представляет интересы Партии и действует от ее имени в пределах полномочий, предоставленных ему Форумом и Центральным Советом Партии. Заседания Исполкома Центрального Совета партии проводятся по мере необходимости, но не реже одного раза в три месяца.

## Центральная контрольно-ревизионная комиссия
Центральная контрольно-ревизионная комиссия партии является центральным контрольным органом партии и осуществляет надзор за должностными и исполнительными органами, подведомственными партийными организациями в связи с выполнением требований настоящего Устава и решений руководящих органов партии. а также осуществляет проверку их финансово-хозяйственной деятельности. Партия ЦКРК осуществляет свою деятельность на основании законодательства Республики Узбекистан, Устава, утвержденного Форумом. Партия избирается сроком на пять лет на форуме ЦКРК. Члены Центрального совета не могут быть избраны членами Национального комитета партии. Число членов Национального комитета партии определяется Форумом. Председатель и депутаты Национального комитета партии избираются на первом заседании Национального комитета партии.

## Участие партии в выборах
22 декабря 2019 года, как самая молодая партия нашей страны: Олий Мажлис Узбекистана принял участие в выборах в Законодательную палату и местные представительные органы на основе обновленного избирательного законодательства, адаптированного к международным стандартам, и получил 624 мандата.
24 октября 2021 года Экологическая партия Узбекистана, действующая как политическая сила на протяжении трёх лет, впервые в истории нашей страны приняла участие в выборах Президента Республики Узбекистан. На 3-м съезде партии от Экологической партии Узбекистана на пост президента был утвержден председатель Центрального совета партии Нарзулло Обломуродов. Экологическая партия Узбекистана, несмотря на свое участие впервые, провела выборы на высоком уровне.
30 апреля 2023 года в одном из крупнейших политических процессов в истории нашей страны – реформах, проводимых по внесению изменений и дополнений в Конституцию Республики Узбекистан, Экологическая партия Узбекистана приняла активное участие. Всего по обсуждению проекта конституционного закона и доведению его содержания до населения проведено 3554 мероприятия, в которых приняли участие 67 477 человек. При подготовке проекта новой редакции Конституции партией было внесено более 7500 предложений, которые обобщены в нашем общем словаре.
Партия во второй раз участвовала со своим кандидатом в досрочных президентских выборах, состоявшихся 9 июля 2023 года. В нем в качестве кандидата на пост президента был представлен председатель Центрального совета партии Абдушукур Хамзаев, а его лозунг Yashil taraqqiyot uchun! принял участие в предвыборной программе под лозунгом. Yashil taraqqiyot uchun! принял участие в предвыборной программе под лозунгом.

## Проекты реализованные партией
За 2019-2023 годы партией реализовано около 30 проектов. В частности, по предложению Экологической партии Узбекистана 26 января 2019 года на основании распоряжения Кабинета Министров впервые по всей стране была проведена общенациональная экологическая благотворительная акция. Самое главное, что основная часть средств, собранных в рамках экологической кампании, была направлена на улучшение экологической, экономической и социальной ситуации в Арал.
Ежегодно партийные организации Республики Каракалпакстан, областей и города Ташкента организуют акцию «Помощь острову» и собирают семена саксофона. Всеми районными организациями партии было собрано и доставлено на остров около 5000 кг семян саксофона.
В 2022-2023 годах под лозунгами Tabiatni plastik va polietilenlardan asraylik, Yashil taraqqiyot uchun!, экофорум, Maishiy chiqindilarni qayta ishlash, ekologik ta’lim va tarbiya tizimini rivojlantirish, Ekologik o‘n kunlik, Tabiat uchun g‘amho‘rmiz, Yashil qo‘llar, Velamarafon, Yashil makon, Ekobog‘lar реализуются общенациональные проекты. В частности, за первые три месяца 2024 года партией было реализовано 6 проектов и охвачено около 21 тысячи жителей и молодежи.
Например, эковеломарафон под лозунгом Yashil taraqqiyot uchun! в Навоийской области, акция по посадке саженцев под лозунгом Yashil taraqqiyot uchun birlashaylik в Тупроккалинском районе Хорезмской области, и наша молодёжь во всех регионах в рамках проекта Biz, kelajak yosh liderlari Ekopartiyani tanlaymiz и наши граждане приняли активное участие.
В 2024 году избранные от нашей партии в «Молодежный парламент» при Законодательной палате Олий Мажлиса также представят Qonunchilik yoshlar nigohida, Deputat va yoshlar, Imkoniyat! Barchasi Siz uchun, Rahbar va yoshlar uchrashuvi, Partiya yosh yetakchilarni shakllantiradi, Yosh ekologlar birlashdi. Разумеется, данные проекты играют важную роль в повышении экологической культуры населения и молодежи, повышении их ответственности за мать-природу и окружающую среду, а также в достижении процветания и согласия в регионах.
Кроме того, избраны депутаты от нашей партии в избранных округах Innovatsion texnologiyalar asosida aholini toza ichimlik suvi bilan ta’minlash, Parlamentning Orolga nigohi, Deputat mahallada, Aholi bilan yuzma-yuz, Saylovchilarning muammolari deputat e’tiborida и Siz ishongan partiya deputati.

## Члены Сената избраны от Экологической партии Узбекистана
|  | Оринбаев Аманбай Тлеубаевич Заместитель председателя Сената Олий Мажлиса Республики Узбекистан.                                                  |
|  | Алиханов Борий Ботирович Председатель комитета по вопросам развития и экологии Олий Мажлиса Республики Узбекистан.                               |
|  | Хурсанов Абдулло Халмурадович Является членом Комитета по судебной власти и противодействию коррупции Сената Олий Мажлиса Республики Узбекистан. |
|  | Суярова Санобар Зарфуллаевна Является членом Комитета по бюджету и экономическим реформам Сената Олий Мажлиса Республики Узбекистан.             |
|  | Джалолов Шавкат Амонович Член Комитета по аграрному и водному хозяйству Сената Олий Мажлиса Республики Узбекистан.                               |

## Депутаты Законодательной палаты Олий Мажлиса избраны от Экологической партии Узбекистана
|  | Бо́рий Баты́рович Алиха́нов (узб. Boriy Botirovich Alixonov; род. 8 июня 1961 года, Ташкент, УзССР, СССР) — узбекистанский политический деятель, с 8 января 2019 года лидер Экологической партии Узбекистана, с декабря 2019 года депутат законодательной палаты Олий Мажлиса Республики Узбекистан 4-го созыва. |
|  | Хайрилло Лутпиллаевич Гаппоров (род. 9 декабря 1971, Наманганский район, Наманганская область, УзССР, СССР) — узбекский политический деятель, преподаватель и химик. Депутат Законодательной палаты Олий Мажлиса Республики Узбекистан. Член комитета Законодательной палаты Олий Мажлис по вопросам экологии и охраны окружающей среды. Член Экологичкской партии Узбекистана. |
|  | Хожаназаров Турганбай Жумамуратович (узб. Xojanazarov Turganbay Jumamuratovich; род. 30 августа 1974 года; Кегейлийский район, Республика Каракалпакстан, УзССР, СССР) — узбекский политический деятель, агроном. Член Комитета по вопросам экологии и охраны окружающей среды. Член Экологической партии Узбекистана. Председатель Комитета по вопросам экологии и охраны окружающей среды Республики Каракалпакстан. |
|  | Хушвактов Ислам Норташович (узб. Xushvaktov Islom Nortashovich; род. 27 февраля 1967 года; Кашкадарьинская область, УзССР, СССР) — узбекский политический деятель, зооинженер. Член Комитета Законодательной Палаты Олий Мажлис Республики Узбекистан по вопросам экологии и охраны окружающей среды. Член Экологической партии Узбекистана. Заместитель председателя по организационно-партийным и кадровым вопросам Экологической партии Узбекистана. Кандидат сельскохозяйственный наук.                                                                                       |
|  | Абдурахим Эшонкулович Курбонов (узб. Abdurahim Eshonqulovich Qurbonov; 10 мая 1974, Джаркурганский район, Сурхандарьинская область, УзССР, СССР — 8 июля 2021) — узбекский политический деятель, историк. Депутат Законодательной палаты Олий Мажлиса Республики Узбекистан. Член Комитета по аграрным и водохозяйственным вопросам. Член Экологической партии Узбекистана. Кандидат исторических наук. Член Комитета по борьбе с коррупцией и судебно-правовым вопросам. |
|  | Абдухалимов Шухрат Абдухалимович (узб. Shuhrat Abduxalimovich Abduxalimov; род. 17 мая 1977 года, Самаркандская область, УзССР, СССР) — узбекский политический деятель, юрист. Член Комитета по вопросам охраны здоровья граждан. Член Экологической партии Узбекистана. |
|  | Мохира Мирзахмадовна Ходжаева (узб. Mohira Mirzahmadovna Xodjaeva; род. 23 июля 1966 года, Ташкент, УзССР, СССР) — узбекский политический деятель, преподаватель дефектологии. Депутат Законодательной палаты Олий Мажлиса Республики Узбекистан. Член Комитета по вопросам инновационного развития, информационной политики и информационных технологий. Член Экологической партии Узбекистана. Руководитель Ташкентского областного отделения Республиканского центра «Маънавият ва маърифат» («Духовность и просветительство»).                                                |
|  | Мукаддас Бахромовна Тиркашева (узб. Mukaddas Baxromovna Tirkasheva; род.1 ноября 1974 года; Джизакский район, Джизакская область, УзССР, СССР) — узбеккий политический деятель, преподаватель биологии. Депутат Законодательной палаты Олий Мажлиса Республики Узбекистан. Член комитета Законодательной палаты Олий Мажлиса Республики Узбекистан по международным делам и межпарламентским связям. Член Экологической партии Узбекистана. Кандидат биологических наук, доцент. Заведующая кафедрой «Экология и охрана окружающей среды» Джизакского политехнического института. |
|  | Жуманиёзов Камол Комилович (узб. Kamol Komilovich Jumaniyozov род. 13 июля 1989 года, Бегатский район, Хорезмская область, УзССР, СССР) — узбекский политический деятель, филолог. Член Комитета по вопросам экологии и охраны окружающей среды. Депутат законодательной палаты Олий Мажлиса Республики Узбекистан. Член Экологической партии Узбекистана. |
|  | Юсупов Наврузбек Мукимжонович (узб. Yusupov Navro‘zbek Muqimjonovich; род. 13 января 1982 года; Избосканский район, Андижанская область, УзССР, СССР) — узбекский политический деятель, филолог. Депутат Законодательной палаты Олий Мажлиса Республики Узбекистан. Член Комитета по демократическим институтам, негосударственным организациям и органам самоуправления граждан. Член Экологической партии Узбекистана. Председатель Андижанского областного Совета Экологической партии Узбекистана.                                                                            |
|  | Ольга Ивановна Литвинова (род. 2 апреля 1967 года, Ташкент, УзССР, СССР) — узбекский политический деятель, преподаватель математики и информатики. Депутат законодательной палаты Олий Мажлиса Республики Узбекистан, член Комитета по вопросам науки, образования, культуры и спорта. Член Экологической партии Узбекистана. |
|  | Сейтова Лейли Пулатовна (узб. Leyli Po'latovna Seitova; род. 23 июля 1970 года; Нукус, Республика Каракалпакстан, УзССР, СССР) — узбекский политический деятель, экономист. Депутат Законодательной палаты Олий Мажлиса Республики Узбекистан по бюджету и экономическим вопросам. Член Комитета по бюджету и экономическим реформам. Член Экологической партии Узбекистана. Кандидат экономических наук. Начальник финансового отдела Нукусского района. |
|  | Ходжиматов Мухтор Убайдуллаевич (узб. Xojimatov Muxtor Ubaydullaevich; род. 22 марта 1975 года; Наманган, УзССР, СССР) — узбекский политический деятель, специалист по финансам и кредитам, государственному и общественному строительству. Депутат Законодательной палаты Олий Мажлиса Республики Узбекистан. Член Комитета по труду и социальным вопросам. Член Экологической партии Узбекистана. Начальник отдела АО «Алокабанк» Наманганской области. |
|  | Аминов Носиржон Хасанбаевич (узб. Aminov Nosirjon Xasanboyevich; род. 6 марта 1976 года, Ангрен, Ташкентская область, УзССР, СССР) — узбекский политический деятель, инженер-строитель. В 2020 году избран в Законодательную палату Олий Мажлиса Республики Узбекистан IV созыва. Член Экологической партии Узбекистана. Член комитета по аграрным и водохозяйственным вопросам. |
|  | Равшанбек Бердалиевич Бегматов (узб. Ravshanbek Berdalievich Begmatov; род. 2 марта 1984 года, Дангаринский район, Ферганская область, УзССР, СССР) — узбекский политический деятель, агроном. Депутат Законодательной палаты Олий Мажлиса Республики Узбекистан по аграрным и водохозяйственным вопросам. Член Экологической партии Узбекистана. |

## Лидеры Экологической партии Узбекистана
| 1 | Бо́рий Баты́рович Алиха́нов         | Председатель комитета по развитию региона Аральского залива и экологии Сената Олий Мажлиса Республики Узбекистан. Был лидером «Экологической партии Узбекистана» в 2019-2020 годах. |  |
| - | -------------------------------- | --- |  |
| 2 | Комилжон Шаробиддинович Тожибоев | Ректор Ботанического института Академии наук Узбекистана. В 2021 году он стал лидером «Экологической партии Узбекистана».                                                           |  |
| 3 | Нарзулла́ Наи́мович Абламура́дов    | Проректор по учебной работе Ташкентского государственного аграрного университета. В 2021-2022 годах был лидером «Экологической партии Узбекистана».                                 |  |
| 4 | Абдушукур Худайкулович Хамзаев   | С 19 декабря 2022 года по настоящее время является лидером «Экологической партии Узбекистана».                                                                                      |  |

## Выборы президента
На президентских выборах 2021 года партия впервые выдвинула своего кандидата. В выборах в качестве кандидата принял участие председатель исполкома центрального совета партии Нарзулло Обломуродов. По итогам выборов их доверие смогли завоевать 670 тысяч 641 человек (4,15%) из 16 миллионов 212 тысяч 343 избирателей. Лидер партии Абдушукур Хамзаев был выдвинут кандидатом в президенты на внеочередных выборах президента Узбекистана 2023 года. По итогам выборов Абдушукур Хамзаев завоевал голоса 585 тысяч 711 (3,74%) человек из 15 миллионов 651 тысячи 405 избирателей.